# Charles David Allis
Charles David Allis (Cincinnati, 22 de março de 1951 – Seattle, 8 de janeiro de 2023) foi um biólogo estadunidense. Foi professor da Universidade Rockefeller.

## Prêmios e condecorações
- 2001 Membro da Academia de Artes e Ciências dos Estados Unidos
- 2002 Prêmio Dickson de Medicina[2]
- 2003 Prêmio Massry[3]
- 2004 Prêmio Wiley de Ciências Biomédicas[4]
- 2005 Membro da Academia Nacional de Ciências dos Estados Unidos
- 2007 Prêmio Internacional da Fundação Gairdner[5]
- 2011 Prêmio Rosenstiel[6]
- 2011 Prêmio Howard Taylor Ricketts[7]
- 2014 Prêmio Japão
- 2014 Prêmio Charles-Leopold Mayer
- 2015 Breakthrough Prize in Life Sciences

## Morte
Allis morreu no dia 8 de janeiro de 2023, aos 71 anos.